# Philip Cassidy
Philip Cassidy (ur. 15 października 1961 w Clonee albo Dunboyne) – irlandzki kolarz szosowy. Dwukrotny olimpijczyk. Zajął szesnaste miejsce w drużynowym wyścigu Los Angeles 1984 i dziewiętnaste w Seulu 1988.
Mistrz Irlandii w 1987 i 1999. Wygrał klasyfikację końcową irlandzkiego Rás Tailteann w 1983 i 1999. Wygrał 2. etap w 1983 i 3. etap w 2002. Zajął 47. miejsce na Tour of Britain w 1984, a także był drugi na trzecim etapie w 1983. Triumfował w całym Tour of Ulster w 2000. Pierwszy w Archer Grand Prix w 1988. Wygrał Shay Elliott Memorial Race w 1982 roku.